# Sośnicowice (gemeente)
De gemeente Sośnicowice is een stad- en landgemeente in de Poolse woiwodschap Silezië, in powiat Gliwicki.
De zetel van de gemeente is in Sośnicowice.

## Omgeving
De gemeente ligt in powiat Gliwicki en grenst aan de stad:
- Gliwice

en de gemeenten:
- Pilchowice, Rudziniec (powiat Gliwicki)
- Bierawa (powiat Kędzierzyńsko-Kozielski)
- Kuźnia Raciborska (powiat Raciborski)

## Plaatsen
De volgende plaatsen liggen op het grondgebied van de gemeente:
Miasta:
- Sośnicowice (gemeentezetel)

sołectwo:
- Bargłówka
- Kozłów
- Łany Wielkie
- Rachowice
- Sierakowice
- Smolnica
- Trachy
- Tworóg Mały

Overige plaatsen:
- Gajówka
- Kuźniczka
- Nowa Wieś
- Podlesie
- Sierakowiczki
- Wesoła
- Zamoście

## Oppervlakte gegevens
In 2002 bedroeg de totale oppervlakte van gemeente Sośnicowice 116,24 km², waarvan:
- agrarisch gebied: 35%
- bossen: 59%

De gemeente beslaat 17,52% van de totale oppervlakte van de powiat.

## Demografie
Stand op 30 juni 2004:
| Omschrijving                  | Totaal | Totaal | Vrouwen | Vrouwen | Mannen | Mannen |
| ----------------------------- | ------ | ------ | ------- | ------- | ------ | ------ |
| eenheid                       | aantal | %      | aantal  | %       | aantal | %      |
| inwoners                      | 8189   | 100    | 4231    | 51,7    | 3958   | 48,3   |
| bevolkingsdichtheid (inw/km²) | 70,4   | 70,4   | 36,4    | 36,4    | 34,1   | 34,1   |

In 2002 bedroeg het gemiddelde inkomen per inwoner 1484,59 zł.